# Межемир
Межемир (грец. Μεζαμηρος, Μέζαμιρ, Мезомир, Мезамир, Межамир; згодом іноді Мезимир) — посол антів, можливо деякий час був вождем, представник знаті Антського союзу, згаданий візантійським істориком Менандром у зв'язку боротьби слов'ян з аварами в (560-х рр.) Син Ідаризія та брат Келагаста. Був відправлений антськими родами до аварського хана Баяна задля викупу полонених.

## Письмові свідчення
За свідченнями візантійського історика Менандра Протектора, був сином Ідаризія і братом Келагаста. Мезамир описаний як «могутній» і, швидше за все, створив слов'янську конфедерацію десь до 560-х років, яка спочатку перешкодила Аварському каганату. В цей час анти були підпорядковані Візантії, коли керував Юстиніан I (527–565 рр.), верховний вождь мав візантійський титул архонта. Антам дали старі римські міста та стипендії в обмін на захист Дунаю від гунів та інших варварів. У цей час у антів була «розгалужена держава, здатна до військової мобілізації проти аварів». Аварами правив каган Баян I, і вони грабували землі антів, які на той час була сусідом з кутригурами, які були аварськими союзниками. Після того як авари спустошили і грабували антів, Мезимир був відправлений посланцем до аварів, щоб домовитися про викуп полонених антських племен. На переговорах Мезамир виявився «хвастуном-хвальком», який висловлювався зарозумно й необдумано; відчувши, що Межемир став більш гордовитий, ніж придатним для посланця, кутригурський булгар, який був «другом аварів» і «ворогом антів» (деякі вважають, що це каган Заберган; від 558–562 рр.) переконав кагана.

В своєму творі Менандр залишив єдине свідчення про Мезамира:  
559 p. Вожді антські доведені були до тяжкого становища і втратили свої надії. Авари грабували і спустошували їхню землю. Пригнічені нападами ворогів, анти відправили до аварів посланника Мезамира, сина Ідарізієва, брата Келагаста, і попросили допустити їх викупити деяких полонених з свого народу.
Посланник Мезомир, базіка і хвалько, як тільки прибув до аварів, закидав їх зарозумілими й навіть зухвалими словами. Тоді Котрагір, який був пов'язаний спорідненістю з аварами й подавав проти антів найбільш неприязні поради, слухаючи, що Мезамир говорить зарозуміліше, ніж це дозволено посланцю, сказав кагану: «Ця людина є наймогутнішою з усіх антів і може сильно діяти проти тих, які хоч скільки-небудь є його ворогами. Треба вбити його, а потім без жодного страху напасти на ворожу землю». Авари, переконані словами Котрагіра, ухилилися від належної поваги особи посланника, знехтували правами і вбили Мезамира. Відтоді більше, ніж раніше, почали авари розоряти землю антів, не перестаючи грабувати й поневолювати жителів.
577—578 pp. Отже, поки проходив час в цих переговорах і посли обох держав займалися ними, а про східну війну нічого не було відомо, слов'янський народ в числі біля 100 000 чоловік спустошував Фракію й багато інших областей. Це було на четвертому році царювання Тиверія Константина.
Авари знехтували недоторканністю посла (згідно з jus gentium) і вбили Межемира. Вони продовжили грабувати землі антів та інших слов'ян. На думку деяких істориків, це відбулося в 560-62 роках.

## Етимологія імені
Ім'я Мезамир, мабуть, слов'янське і трактується через коріння «межа» (кордон) та «мир» (всесвіт, союз племен, громада). Закінчення -мир характерно для готів V століття[джерело не вказано?] (остготські вожді Валамир, Відімир, Теодемир у Йордана), хоча для готських мов іноді закінчення вимовляються як -мер. Обидва звуки (-и-, -е-) позначаються в грецькій літерою η. Є. А. Мельникова у коментарі етимологічного пассажу Тітмара Мерзебурзького (н. XI ст.), пояснює корінь «мир» в імені Володимир через слов'янське «мир», зводить цей корінь до реліктової основи mērs-«слава», «великий», д .-в.-н. ma^ri «знаменитий» та інший індоєвропейським корінням. Вони збереглися у давньоруському імені Володимер (скандинавська калька - Вальдемар). Тим часом, у посібнику під редакцією Е. А. Мельникової, ім'я Мезамер названо «першим більш-менш слов'янським («антським») ім'ям», яке згадане у візантійськими авторами [?].
В історіографії він переважно відомий як Мезамир, що походить від грецького Мезамирос (Μεζαμηρος). Булгарський варіант — Безмер. У слов'янській мові ім'я, за теорією, було Межамир, Мужимир і Мезимир.

## Припущення істориків
Ю. В. Коновалов трактує повідомлення Менандра як перша згадка про наявність у слов'ян князівських родів, династій. У візантійських текстах VI-VII ст. цей випадок є унікальним.
В. В. Мавродін, розглядаючи відомості Менандра про Ідарія та його синів, включав їх до свідчень зародження у предків східних слов'ян державності. Зіставляючи свідчення Менандра і Прокопія Кесарійського, який писав про більш ранні події VI століття, історик дійшов висновку, що навала авар, що обрушилася на Північне Причорномор'я в 550-х — на початку 560-х років, призвела до значних змін у становищі військової знаті. Князі та їхні дружини стали грати більшого значення у питаннях управління союзом племен, ніж вічові традиції. Серед таких військових вождів було й сімейство Ідарізія. В. Мавродін припустив, виходячи зі слів Котрагіра, що Ідаровичі узурпували владу над антами і що правління мало спадковий характер.
Російський історик Андрій. М. Сахаров розглядає посольство Мезамира в контексті відомостей про дипломатичні відносини антів з іншими народами. Межемир діяв від імені племінного союзу на користь одноплемінників. Такий статус Мезамира говорить про зародження державних відносин у слов'ян.

## У літературі
Межамир — дійова особа драматичної поеми Наталі Забіли «Троянові діти» (1982).